# Byam Martin Island
Byam Martin Island ist eine Insel der Königin-Elisabeth-Inseln im kanadischen Territorium Nunavut und liegt im Westen des Kanadisch-Arktischen Archipels. 

## Lage
Die Insel liegt im Viscount Melville Sound. Im Osten wird sie durch den Austin Channel von der Bathurst Island getrennt. Im Westen liegt der Byam Channel und Melville Island. Die Insel ist 1150 km² groß, dabei etwa 48 km lang, 32 km breit und bis zu 152 m hoch.

## Geschichte
Die Insel wurde am 27. August 1819 von William Edward Parry entdeckt und nach Thomas Byam Martin (1773–1854), einem britischen Admiral und obersten „Comptroller“ (heute in etwa Rechnungsprüfer, Controller) der Royal Navy, benannt. Parry unternahm am Tag darauf die erste Landung auf der Insel und führte astronomische Messungen durch. Dabei stieß er auf Spuren von Paläo-Eskimos. Der nächste Besuch der Insel fand 1851 im Rahmen von Horatio Austins Suchexpedition nach der verschollenen Franklin-Expedition statt. Leopold McClintock landete am 1. Mai auf der Insel und kartographierte die Südküste. Der Schiffsarzt Leopold McClintock umrundete die Insel vollständig. 1906 wurde sie von Joseph-Elzéar Bernier für Kanada in Besitz genommen.